# Castillo de Sizergh

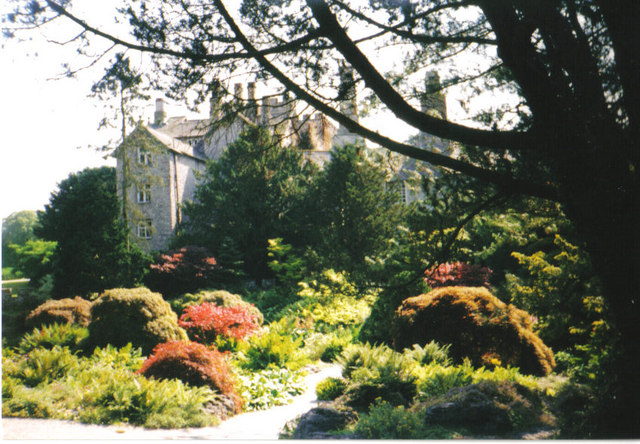
El castillo de Sizergh desde sus jardines

El castillo de Sizergh, oficialmente Sizergh Castle & Gardens, es un conjunto de castillo, casa solariega y jardín en Sizergh, Cumbria, Inglaterra, a unos 6 km de Kendal bajo custodia de la Fundación Nacional para Lugares de Interés Histórico o Belleza Natural. 

## El Castillo
La familia Deincourt poseía las tierras desde 1170, y en el matrimonio de Elizabeth Deincourt con Sir William Stirkeland en 1239, la finca pasó a manos de la que se convirtió en la familia Strickland, que lo tuvo en propiedad hasta que fue donado a la Fundación Nacional en 1950. La familia todavía vive en el castillo. 
El corazón del castillo medieval es una torre solar del siglo XIV rodeada de una casona solariega. Fue ampliada en la época isabelina primero, y en 1770 de nuevo, expandiéndole el Gran Hall en estilo georgiano. 
El interior está forrado de paneles de roble tallados, especialmente la Inlaid Chamber (Cámara de las incrustaciones), amueblada con muebles de la época y panelada con incrustaciones de álamo y roble. Los contenidos de esta cámara fueron vendidos al Museo de Victoria y Alberto, que durante parte del siglo XX empezó a devolver poco a poco los paneles. La totalidad de ellos fue restaurada en 1999 bajo un préstamo a largo plazo. 
El Castillo alberga una colección de pintura, incluyendo retratos de María de Módena y su hija Luisa María Teresa Stuart, pintados por Alexis Simon Belle.

## Los Jardines

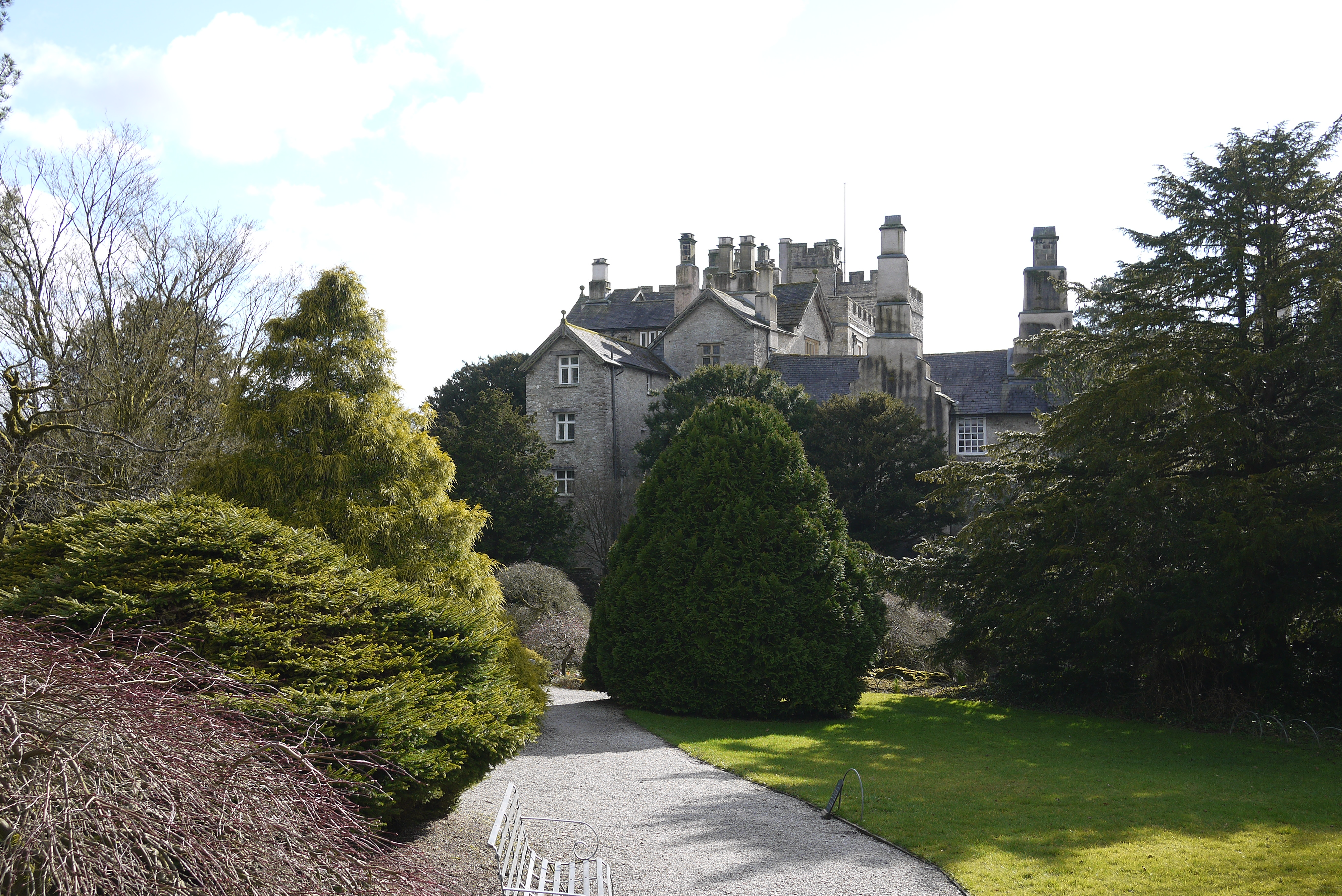
Jardín del castillo de Sizergh

La finca ocupa una superficie de 6,38 km cuadrados, en los cuales está el jardín, que incluye dos lagos y un premiado jardín de roca, el más grande que posee la Fundación Nacional, e incluye parte de la Colección Nacional de Helechos. La finca data del año 1336, cuando una subvención de Eduardo III permitió a Sir Walter Strickland anexionar la tierra de Sizergh a su exclusivo parque.